# Лохвица (река)
Лохвица или Сухая Лохвица (укр. Лохвиця) — правый приток реки Сулы, протекающий по Чернухинскому и Лохвицкому (Полтавская область) районам.

## География
Длина — 63 км. Площадь водосборного бассейна — 491 км². Русло реки в верхнем течении (село Осняг) — 122,8 м. Используется для водоснабжения и орошения.
Река в верховье течёт на восток, затем меняет направление на север, потом восток, в среднем течении течёт на юг, в нижнем — на восток. Река берет начало от четырёх источников у административной границы с Черниговской областью западнее села Сухая Лохвица (Чернухинский район). Впадает в реку Сула северо-восточнее города Лохвица (Лохвицкий район).
Долина трапециевидная, шириной до 1,5 км и глубиной до 40 м. Русло слаборазвитое (приустьевой части — сильно извилистое), шириной местами до 5 м. В верхнем течении река летом пересыхает. На реке есть несколько маленьких прудов. В пойме реки очагами расположены водно-болотными угодья с тростниковой и луговой растительностью.

## Населённые пункты
Населённые пункты на реке от истока к устью:
- Чернухинский район: Сухая Лохвица, Белоусовка, Осняг.
- Лохвицкий район: Бербеницы, Жабки, Шмыгли, Яхники, Безсалы, Харьковцы, Западинцы, город Лохвица.